# František Haužvic
Franz Xaver Haužvic (19. listopadu 1841 Brandýs nad Labem – 7. srpna 1917, Žižkov) byl český kapelník a hudební skladatel. Působil v Čechách,  Rumunsku a Rusku.

## Život
Franz Xaver se narodil harfeníkovi Františkovi Haužvicovi a Alžbětě, rozené Kanturkové, již jako chlapec jevil k hudbě zálibu a se zaujetím sledoval svého otce při hře na varhany. O pár let později již sám ovládal několik hudebních nástrojů a často vypomáhal v kapele svého otce.
Literární vzdělání nabyl na škole piaristů a jakmile naučil se obstojně německy, neboť znalost tohoto jazyka byla vedle hudebního nadání přední podmínkou pro přijetí na hudební konzervatoř v Praze, vstoupil rokem 1858 na tento ústav. Na konzervatoři studoval od roku 1858–1863 a jeho učiteli byli profesor Josef Kail a ředitel J. F. Kittl. Po absolvování konzervatoře prodělal kurz na vojenské hudební škole vedené ředitelem J. Pavlisem. Po skončených studiích byl od roku 1863–1866 členem orchestru Prozatímního divadla v Praze pod taktovkou ředitele J. St. Maýra. Od roku 1866 až do roku 1879 byl vojenským kapelníkem Rakousko-uherské armády a to u desátého pluku polního dělostřelectva v Praze, pak u čtyřicátého pátého pěšího pluku v Josefově a u čtyřicátého pátého pěšího pluku ve Vídni, přičemž v letech 1869–1876 byl pověřen diplomatickou cestou k organizaci vojenských hudebních sborů v Rumunsku. 
V osmdesátých letech odešel Franz Xaver (1880) do Ruska, kde se stal vojenským kapelníkem u osmnáctého pluku jezdeckého, který byl občasně posádkou v různých větších městech ruského Polska. V ruské armádě strávil plných 26 let. 

### Rodinný život
Dne 4. října 1870 se v Praze oženil s Elisabeth Teresií Peclinovskou (1844–1900). Měl tři syny (Jindřich * 22. 11. 1875, Antonín * 4. 1. 1877, Josef 15. 10. 1879) a dvě dcery (z nich jedna zemřela před dosažením jednoho roku). Roku 1906 se vrátil z Ruska a s dcerou Marií (* 8. 8. 1883) žil na Žižkově. Na Žižkově také zemřel, pochován byl na Olšanských hřbitovech (hřbitov III/3-395).

## Dílo
- Kateřina Hunyady – neprovozovaná opera[6]
- Kobold–Tanz (Tanec skřítků) – tiskem 1879[7]

## Kontroverze
V roce 2019 vydal časopis Hudební rozhledy životopisný článek článek S čistým štítem a s prastarým erbem, ve kterém podle údajných údajů ze soukromého rodinného archivu Haugwitzů (bez dalších zdrojů) popisuje život Františka Haužvice s tím, že se mělo jednat o příslušníka šlechtického rodu Haugviců z Biskupicz. O pět měsíců později otiskl tentýž časopis rozbor K článku o Františku Xaveru Haužvicovi aneb „S čistým štítem a s prastarým erbem“, který není, jehož autoři prokazují, že František Haužvic ze šlechtického rodu nepochází.